# John Knox
John Knox (Giffordsgate (?) (thans Haddington), 1505, 1513 of 1514 – Edinburgh, 24 november 1572) was een Schots reformator (kerkhervormer). Hij speelde een belangrijke rol in de reformatie van de kerk in Schotland, die hij hervormde tot een presbyteriaanse kerk. 

## Jonge jaren
Plaats noch datum van de geboorte van John Knox zijn zeker, maar het meest waarschijnlijk is dat hij in Giffordgate, een voorstad van de stad Haddington (25 kilometer ten oosten van Edinburgh) geboren is in het jaar 1513 of 1514. (Een ander mogelijk geboortejaar is 1505.)
Zijn vader was William Knox. William Knox was van goede komaf, maar niet voornaam. Hij had gevochten tijdens de Slag bij Flodden Field en was woonachtig in de provincie Haddington. De naam van zijn moeder was Sinclair. John kreeg een liberale opvoeding zoals die op dat moment in de Schotse Kerk heerste.
Toen John ouder werd ging hij ofwel naar de Universiteit van Glasgow – waar de naam "John Knox" vermeld staat onder de incorporati van 1522 – ofwel naar St Andrews. Men zegt dat hij daar gestudeerd heeft onder de beroemde John Major, een ingeborene van Oost-Lothian en een van de grootste geleerden van zijn tijd.
Major was verbonden aan Glasgow in 1522 en aan St. Andrews in 1531. Hoelang John aan de universiteit bleef is onzeker. Hij werd zeker nooit zo'n geleerde als zijn tijdgenoten George Buchanan en Alesius; er is zelfs geen enkel bewijs dat hij afstudeerde. Hij was wel een bekwaam Latinist en ijverig student. Dit kan worden afgeleid uit het feit dat hij goed geattesteerd wordt, en uit zijn vertrouwdheid met de geschriften van Augustinus en Hiëronymus. Hij verwierf zijn kennis van het Grieks en Hebreeuws in een latere periode, zoals we uit zijn geschriften kunnen afleiden.
Hij werd op een onbekend tijdstip dat voor 1540 ligt tot priester gewijd, want in dat jaar wordt zijn status als priester voor het eerst vermeld. Het schijnt dat John zich in 1543 nog niet had ontdaan van zijn Roomse ambt; hij ondertekende een notarieel contract daterende van 27 maart van dat jaar. Het origineel daarvan is nog steeds in de charter room van Kasteel Tyninghame aanwezig.
Na deze tijd echter schijnt hij de kost te hebben verdiend door privélessen te geven. Hij ondertekende nog wel zijn naam als een priester. Vermoedelijk is hij voor enkele jaren de privéleraar geweest in de familie van Hugh Douglas van Longniddry in Oost-Lothian, samen met de zoon van een naburige heer John Cockburn van Ormiston. Deze beide heren hadden, evenals John zelf, interesse in de leer van de reformatie.

## Overgang naar het protestantisme
Tegen het einde van 1545 publiceerde Knox zijn eerste artikel over het protestantse geloof. Al voor die tijd werd hij voor de protestantse leer gewonnen.
Volgens Calderwood was Thomas Guillaume, een inwoner van het oosten van Lothian, overste van Blackfriars en voor een korte tijd kapelaan aan Regent Arran in 1543 de eerste die Knox vertelde over de leer van het protestantisme. Zijn allereerste verandering van inzicht wordt toegeschreven aan studie van de kerkvaders, zoals Augustinus en Hiëronymus.
De waarschijnlijke bewerker van zijn overgang was de geleerde en beminnelijke George Wishart, die na een periode van verbanning terugkeerde naar zijn geboorteland in 1544. George Wishart kwam echter al binnen twee jaar na zijn terugkeer om het leven onder de vervolging van kardinaal David Beaton. Naast andere plaatsen waar hij predikte, kwam hij in december 1545 ook aan in Oost-Lothian, waar hij kennis maakte met Knox.
De gehechtheid die Knox ontwikkelde voor de persoon van Wishart en voor diens doctrine moet aan zijn jeugdig enthousiasme worden toegeschreven. Knox volgde de hervormer overal en werd zijn lijfwacht. Daartoe droeg hij (zo zegt men) een tweesnijdend zwaard waarmee hij zijn meester wilde verdedigen tegen de dienaren van de kardinaal. Het was bekend dat de kardinaal Wishart naar het leven stond.
In de nacht dat de vrees van Wishart bewaarheid werd ontkwam Knox nauwelijks aan het delen van zijn gevangenschap. De woorden van remonstrantie van Wishart zijn bekend:
"Nee, keer terug naar uw leerlingen! Een persoon is voldoende voor een offer."
- Bibsys: 90735407
- Biblioteca Nacional de España: XX4940339
- Bibliothèque nationale de France: cb122774946 (data)
- Catàleg d'autoritats de noms i títols de Catalunya: 981058528065806706
- CiNii: DA08559575
- Gemeinsame Normdatei: 118723871
- Historisch woordenboek van Zwitserland: 011234
- International Standard Name Identifier: 0000 0001 1880 1517
- Library of Congress Control Number: n79066759
- Nationale Bibliotheek van Letland: 000203555
- Bibliotheek van het Japanse parlement: 00620945
- Nationale Bibliotheek van Tsjechië: skuk0003454
- Nationale bibliotheek van Australië: 35186755
- Nationale Bibliotheek van Israël: 987007271072005171
- Nationale Bibliotheek van Polen: a0000001223093
- Nederlandse Thesaurus van Auteursnamen: 070619948
- Réseau des bibliothèques de Suisse occidentale: 02-A012350184
- LIBRIS: 342893
- SNAC: w6fj2dqh
- Système universitaire de documentation: 03158991X
- Trove: 856804
- Virtual International Authority File: 100199622
- WorldCat: E39PBJhCJD9GpMjFmMjpbp9VYP